# Aeroportul Auki Gwaunaru'u
Aeroportul Auki Gwaunaru'u (IATA: AKS, ICAO: AGGA) este un aeroport din Malaita Province⁠(d), Insulele Solomon.
Situat la o altitudine de 9 m, aeroportul dispune de o singură pistă.